# Phymatodes miocenicus
Phymatodes miocenicus là một loài bọ cánh cứng trong họ Cerambycidae.